# Divizia B 1951
Divizia B 1951 a fost al 12-lea sezon al celui de-al doilea nivel al sistemului de ligi ale fotbalului românesc.

## Formatul
S-a menținut formatul cu două serii, fiecare dintre ele având 12 echipe. La finalul sezonului, câștigătorii seriei au promovat în Divizia A, iar ultimele două locuri din fiecare serie au retrogradat în Campionatul Districtual. Tot acesta a fost al doilea sezon jucat în sistemul primăvară-toamnă, sistem impus de noua conducere a țării care avea legături strânse cu Uniunea Sovietică.

## Schimbări de echipe
| În Divizia B Promovate din District CSA Câmpulung Moldovenesc CSA Craiova Metalul Sibiu Metalul Steagul Roșu Retrogradate din Divizia A Metalul Reșița Locomotiva Sibiu | Din Divizia B Retrogradate în District Progresul ICAS București Metalul Oțelu Roșu Flamura Roșie Bacău Metalul Brad Promovate în Divizia A Dinamo Orașul Stalin Știința Cluj |

### Echipe redenumite
Armata Cluj a fost redenumită CSA Cluj.
Partizanul Lupeni a fost redenumit Flacăra Lupeni.
Partizanul Mediaș a fost redenumit Flacăra Mediaș.
Partizanul Moreni a fost redenumit Flacăra Moreni.
Partizanul Ploiești a fost redenumit Flacăra Ploiești.

## Clasamentele ligii

### Seria I
| Loc | Echipa                           | MJ | V  | E | Î  | GM | GP | DG  | Pct | Promovare sau retrogradare |
| --- | -------------------------------- | -- | -- | - | -- | -- | -- | --- | --- | -------------------------- |
| 1   | CSA Câmpulung Moldovenesc (C, P) | 22 | 16 | 3 | 3  | 57 | 20 | +37 | 35  | Promovare în Divizia A     |
| 2   | Flacăra Moreni                   | 22 | 12 | 2 | 8  | 38 | 35 | +3  | 26  |                            |
| 3   | Flacăra Ploiești                 | 22 | 11 | 3 | 8  | 52 | 35 | +17 | 25  |                            |
| 4   | Metalul Steagul Roșu             | 22 | 10 | 4 | 8  | 34 | 25 | +9  | 24  |                            |
| 5   | Metalul București                | 22 | 9  | 3 | 10 | 41 | 40 | +1  | 21  |                            |
| 6   | Știința Iași                     | 22 | 8  | 5 | 9  | 31 | 30 | +1  | 21  |                            |
| 7   | Spartac București                | 22 | 9  | 2 | 11 | 37 | 38 | −1  | 20  |                            |
| 8   | Flamura Roșie Sfântu Gheorghe    | 22 | 9  | 2 | 11 | 35 | 39 | −4  | 20  |                            |
| 9   | Locomotiva Iași                  | 22 | 8  | 4 | 10 | 27 | 37 | −10 | 20  |                            |
| 10  | Flamura Roșie Pitești            | 22 | 8  | 4 | 10 | 24 | 45 | −21 | 20  |                            |
| 11  | Locomotiva Galați (R)            | 22 | 8  | 3 | 11 | 36 | 38 | −2  | 19  | Retrogradare în District   |
| 12  | Locomotiva Sibiu (R)             | 22 | 5  | 3 | 14 | 23 | 53 | −30 | 13  | Retrogradare în District   |

### Serie II
| Loc | Echipa                       | MJ | V  | E | Î  | GM | GP | DG  | Pct | Promovare sau retrogradare |
| --- | ---------------------------- | -- | -- | - | -- | -- | -- | --- | --- | -------------------------- |
| 1   | Metalul Câmpia Turzii (C, P) | 22 | 11 | 8 | 3  | 41 | 21 | +20 | 30  | Promovare în Divizia A     |
| 2   | Metalul Sibiu                | 22 | 11 | 6 | 5  | 41 | 30 | +11 | 28  |                            |
| 3   | Flacăra Mediaș               | 22 | 10 | 7 | 5  | 36 | 22 | +14 | 27  |                            |
| 4   | FC Baia Mare                 | 22 | 10 | 5 | 7  | 29 | 25 | +4  | 25  |                            |
| 5   | Locomotiva Satu Mare         | 22 | 11 | 2 | 9  | 31 | 35 | −4  | 24  |                            |
| 6   | Locomotiva Cluj              | 22 | 9  | 5 | 8  | 37 | 31 | +6  | 23  |                            |
| 7   | Locomotiva Oradea            | 22 | 10 | 3 | 9  | 29 | 33 | −4  | 23  |                            |
| 8   | CSA Craiova                  | 22 | 10 | 2 | 10 | 39 | 36 | +3  | 22  |                            |
| 9   | CSA Cluj                     | 22 | 7  | 6 | 9  | 31 | 29 | +2  | 20  |                            |
| 10  | Locomotiva Arad              | 22 | 7  | 5 | 10 | 30 | 31 | −1  | 19  |                            |
| 11  | Flacăra Lupeni (R)           | 22 | 6  | 7 | 9  | 24 | 29 | −5  | 19  | Retrogradare în District   |
| 12  | Metalul Reșița (R)           | 22 | 2  | 0 | 20 | 13 | 59 | −46 | 4   | Retrogradare în District   |